# Zecheriner Brücke
Zecheriner Brücke – most nad Pianą w Niemczech, w kraju związkowym Meklemburgia-Pomorze Przednie, w powiecie Vorpommern-Greifswald koło miejscowości Zecherin. Leży w ciągu drogi federalnej B110 i łączy wyspę Uznam ze stałym lądem.
Po roku 1920 znacznie wzrosła liczba turystów odwiedzających morskie kąpieliska: Świnoujście, Seebad Ahlbeck, Seebad Bansin, Seebad Heringsdorf. Dotychczasowa przeprawa promowa okazała się niewystarczająca i w roku 1930 rozpoczęto budowę mostu. 22 maja 1931 roku most został oddany do użytku.
Tuż przed końcem II wojny światowej most został wysadzony przez Wehrmacht. W roku 1955 most został odbudowany, a w 1999 roku przeprowadzona została jego modernizacja.

## Dane
Most zwodzony ma 325 metrów długości, położony w poprzek Piany – drogi wodnej z Zalewu Szczecińskiego na Bałtyk. Długość ruchomej części wynosi 20 metrów. Z opuszczonym przęsłem i przy średnim poziomie wody przejście pod mostem wynosi 6 metrów. Tyle samo ma szerokość drogi. Po stronie północnej mostu jest 1,5-metrowa ścieżka rowerowa i chodnik.